# Tall Hamis
Tall Hamis (arab. تل حميس) – miasto w Syrii, w muhafazie Al-Hasaka. W 2004 roku liczyło 5161 mieszkańców.